# Kooibos (Noord-Brabant)
Het Kooibos is een bosrestant van 1,5 ha dat behoorde bij de eendenkooi te Hoogerheide.
Deze eendenkooi heeft tot 1932 dienstgedaan, waarna de kooi en het omliggende bosgebied werd geëgaliseerd ten behoeve van de landbouw. In 1934 werd dit gebied een zweefvliegveld dat het begin vormde van de Vliegbasis Woensdrecht. Een klein deel van de oorspronkelijke begroeiing bleef bestaan en dit vormde een buffer tussen de kom van Hoogerheide en het bedrijventerrein "De Kooi" dat ten oosten van het bos verrees.
Nu dreigde het bosgebiedje bij het bedrijventerrein te worden getrokken, maar in 1980 werd het tot een natuurgebiedje omgevormd. De verruigde vegetatie werd verwijderd, paden werden aangelegd en er werd een vlindertuin aangelegd.
In het bosje zijn ook nog enkele overblijfselen uit de Tweede Wereldoorlog te vinden, zoals bunkers, waterbuffers en de resten van een verkeerstoren. De bunkers vormen tegenwoordig een vleermuizenverblijf.